# Фраппучино
Фраппучи́но (англ. frappuccino) — холодный кофейный напиток, продающийся в мировой сети кофеен Starbucks. Название «фраппучино» получено путём сложения слов «фраппе» (французский термин, означающий густой молочный коктейль с мороженым) и «капучино».
Впервые напиток под таким названием начал продаваться в сети кофеен The Coffee Connection в штате Массачусетс. В 1994 году эта сеть была поглощена сетью Starbucks, которая позаимствовала название напитка для разработанного ими продукта, попавшего в линейку с 1995 года. С 2010 года выпускается в том числе вариант напитка на основе соевого молока для веганов.